# Sound of Defeat
Sound of Defeat to minialbum zespołu rockowego Until June. Krążek został wydany 19 maja 2009 roku, przez wytwórnie płytową Authentik Artists.

## Lista utworów
1. The Man Who Lost His Soul – 3:06
2. Baby (Hope You Understand) – 2:54
3. Sound of Defeat – 3:38
4. The World Ends Tonight – 3:14
5. Nobody Knows You – 2:55
6. In My Head – 3:25